# Ермитови полиноми
Ермитови полиноми представљају ортогонални низ полинома. Именовани су према Шарлу Ермиту, који их је изучавао 1864. године. Полиноми су од значаја у теорији вероватноће, комбинаторици и нумеричкој анализи. У физици Ермитови полиноми представљају својствена стања квантнога хармоничкога осцилатора. 

## Дефиниција
Постоје два стандардна начина нормализације Ермитових полинома:
{\displaystyle (1)\ \ {\mathit {He}}_{n}(x)=(-1)^{n}e^{x^{2}/2}{\frac {d^{n}}{dx^{n}}}e^{-x^{2}/2}\,\!}
("пробабилистички' Ермитови полиноми"), и
{\displaystyle (2)\ \ H_{n}(x)=(-1)^{n}e^{x^{2}}{\frac {d^{n}}{dx^{n}}}e^{-x^{2}}=e^{x^{2}/2}{\bigg (}x-{\frac {d}{dx}}{\bigg )}^{n}e^{-x^{2}/2}\,\!}
("физикални' Ермитови полиноми").  Те две дефиниције нису потпуно еквивалентне, па постоји трансформација између две дефиниције:
{\displaystyle H_{n}(x)=2^{n/2}{\mathit {He}}_{n}({\sqrt {2}}\,x),\qquad {\mathit {He}}_{n}(x)=2^{-{\frac {n}{2}}}H_{n}\left({\frac {x}{\sqrt {2}}}\right).}
Првих једанаест полинома је:
{\displaystyle {\mathit {He}}_{0}(x)=1\,}
{\displaystyle {\mathit {He}}_{1}(x)=x\,}
{\displaystyle {\mathit {He}}_{2}(x)=x^{2}-1\,}
{\displaystyle {\mathit {He}}_{3}(x)=x^{3}-3x\,}
{\displaystyle {\mathit {He}}_{4}(x)=x^{4}-6x^{2}+3\,}
{\displaystyle {\mathit {He}}_{5}(x)=x^{5}-10x^{3}+15x\,}
{\displaystyle {\mathit {He}}_{6}(x)=x^{6}-15x^{4}+45x^{2}-15\,}
{\displaystyle {\mathit {He}}_{7}(x)=x^{7}-21x^{5}+105x^{3}-105x\,}
{\displaystyle {\mathit {He}}_{8}(x)=x^{8}-28x^{6}+210x^{4}-420x^{2}+105\,}
{\displaystyle {\mathit {He}}_{9}(x)=x^{9}-36x^{7}+378x^{5}-1260x^{3}+945x\,}
{\displaystyle {\mathit {He}}_{10}(x)=x^{10}-45x^{8}+630x^{6}-3150x^{4}+4725x^{2}-945\,}
Првих неколико физикалних Ермитових полинома:
{\displaystyle H_{0}(x)=1\,}
{\displaystyle H_{1}(x)=2x\,}
{\displaystyle H_{2}(x)=4x^{2}-2\,}
{\displaystyle H_{3}(x)=8x^{3}-12x\,}
{\displaystyle H_{4}(x)=16x^{4}-48x^{2}+12\,}
{\displaystyle H_{5}(x)=32x^{5}-160x^{3}+120x\,}
{\displaystyle H_{6}(x)=64x^{6}-480x^{4}+720x^{2}-120\,}
{\displaystyle H_{7}(x)=128x^{7}-1344x^{5}+3360x^{3}-1680x\,}
{\displaystyle H_{8}(x)=256x^{8}-3584x^{6}+13440x^{4}-13440x^{2}+1680\,}
{\displaystyle H_{9}(x)=512x^{9}-9216x^{7}+48384x^{5}-80640x^{3}+30240x\,}
{\displaystyle H_{10}(x)=1024x^{10}-23040x^{8}+161280x^{6}-403200x^{4}+302400x^{2}-30240\,}
Ермитов полином може да се представи и матрицом:
{\displaystyle H_{n}(x)=\left|{\begin{array}{cccccc}x&n-1&0&0&\cdots &0\\1&x&n-2&0&\cdots &0\\0&1&x&n-3&\cdots &0\\\cdots &\cdots &\cdots &\cdots &\cdots &\cdots \\0&0&0&0&\cdots &x\end{array}}\right|}

## Ортогоналност
{\displaystyle H_{n}(x)} и {\displaystyle He_{n}(x)} представљају полиноме n-тога-степена за n = 0, 1, 2, 3, ....  Ти полиноми су ортогонални у односу на тежинску функцију (меру):
{\displaystyle w(x)=\mathrm {e} ^{-x^{2}/2}\,\!}    (He)
или
{\displaystyle w(x)=\mathrm {e} ^{-x^{2}}\,\!}    (H)
тј. ми имамо:
{\displaystyle \int _{-\infty }^{\infty }H_{m}(x)H_{n}(x)\,w(x)\,\mathrm {d} x=0}
када је m ≠ n. Даље,
{\displaystyle \int _{-\infty }^{\infty }{\mathit {He}}_{m}(x){\mathit {He}}_{n}(x)\,\mathrm {e} ^{-x^{2}/2}\,\mathrm {d} x={\sqrt {2\pi }}n!\delta _{nm}}      (пробабилистички)
или
{\displaystyle \int _{-\infty }^{\infty }H_{m}(x)H_{n}(x)\,\mathrm {e} ^{-x^{2}}\,\mathrm {d} x={\sqrt {\pi }}2^{n}n!\delta _{nm}}      (физикална).
Пробабилистички полиноми су дакле ортогонални у односу на стандардну нормалну функцију густине вероватноће.

## Рекурзивне релације
Ермитови полиноми такође задовољавају следеће рекурзије:
{\displaystyle {\mathit {He}}_{n+1}(x)=x{\mathit {He}}_{n}(x)-{\mathit {He}}_{n}'(x).\,\!}    (пробабилистичка)
{\displaystyle H_{n+1}(x)=2xH_{n}(x)-H_{n}'(x).\,\!}    (физикална)
Ермитови полиноми представљају Апелов низ, тј. они задовољавају следеће једначине
{\displaystyle {\mathit {He}}_{n}'(x)=n{\mathit {He}}_{n-1}(x),\,\!}    (пробабилистичка)
{\displaystyle H_{n}'(x)=2nH_{n-1}(x),\,\!}    (физикална)

или еквивалентно,
{\displaystyle {\mathit {He}}_{n}(x+y)=\sum _{k=0}^{n}{n \choose k}x^{n-k}{\mathit {He}}_{k}(y)}    (пробабилистичка)
{\displaystyle H_{n}(x+y)=\sum _{k=0}^{n}{n \choose k}H_{k}(x)(2y)^{(n-k)}=2^{-{\frac {n}{2}}}\cdot \sum _{k=0}^{n}{n \choose k}H_{n-k}\left(x{\sqrt {2}}\right)H_{k}\left(y{\sqrt {2}}\right).}    (физикална)
Ермитови полиноми задовољавају такође следеће рекурентне релације: 
{\displaystyle {\mathit {He}}_{n+1}(x)=x{\mathit {He}}_{n}(x)-n{\mathit {He}}_{n-1}(x),\,\!}    (пробабилистичка)
{\displaystyle H_{n+1}(x)=2xH_{n}(x)-2nH_{n-1}(x).\,\!}    (физикална)
Те последње релације често се користе да би се помоћу почетних полинома израчунали остали.

## Генерирајуће функције
Ермитови полиноми могу да се представе и експоненцијалном генерирајућом функцијом:
{\displaystyle \exp(xt-t^{2}/2)=\sum _{n=0}^{\infty }{\mathit {He}}_{n}(x){\frac {t^{n}}{n!}}\,\!}   (пробабилистичка)
{\displaystyle \exp(2xt-t^{2})=\sum _{n=0}^{\infty }H_{n}(x){\frac {t^{n}}{n!}}\,\!}   (физикална).

## Експлицитни израз
Физикални Ермитови полиноми могу да се напишу експлицитно као:
{\displaystyle H_{n}(x)=n!\sum _{\ell =0}^{n/2}{\frac {(-1)^{n/2-\ell }}{(2\ell )!(n/2-\ell )!}}(2x)^{2\ell }}
за парне  n и
{\displaystyle H_{n}(x)=n!\sum _{\ell =0}^{(n-1)/2}{\frac {(-1)^{(n-1)/2-\ell }}{(2\ell +1)!((n-1)/2-\ell )!}}(2x)^{2\ell +1}}
за непарне  n.  Те две једначине могу да се комбинују у једну:
{\displaystyle H_{n}(x)=n!\sum _{m=0}^{\lfloor n/2\rfloor }{\frac {(-1)^{m}}{m!(n-2m)!}}(2x)^{n-2m}.}

## Ермитова диференцијална једначина
Пробабилистички Ермитови полиноми представљају решење диференцијалне једначине:
{\displaystyle (e^{-x^{2}/2}u')'+\lambda e^{-x^{2}/2}u=0}
где је  λ константа, са граничним условом да u треба да буде полином ограничен у бесконачности.  Решење једначине са граничним условом је
u(x) = Hλ(x).  Диференцијална једначина може и да се напише у облику:
{\displaystyle L[u]=u''-xu'=-\lambda u}
Таква једначина назива се Ермитова једначина, иако се тај назив користи и за блиско повезану једначину:
{\displaystyle u''-2xu'=-2\lambda u}
чија решења су физиклани Ермитови полиноми.

## Ермитова функција
Ермитове функције могу да се дефинишу помоћу физикалних полинома::
{\displaystyle \psi _{n}(x)=(2^{n}n!{\sqrt {\pi }})^{-1/2}\mathrm {e} ^{-x^{2}/2}H_{n}(x)=(-1)^{n}(2^{n}n!{\sqrt {\pi }})^{-1/2}\mathrm {e} ^{x^{2}/2}{\frac {d^{n}}{dx^{n}}}\mathrm {e} ^{-x^{2}}}
Пошто те функције садрже квадратни корен функције тежине оне су ортонормалне:
{\displaystyle \int _{-\infty }^{\infty }\psi _{n}(x)\psi _{m}(x)\,\mathrm {d} x=\delta _{n\,m}\,}
Ермитове функције задовољавају диференцијалну једначину:
{\displaystyle \psi _{n}''(x)+(2n+1-x^{2})\psi _{n}(x)=0\,.}
Та једначина еквивалентна је  Шредингеровој једначини за хармонијски осцилатор у квантној механици, тако да су те функције својствене функције.
Ермитове функције задовољавају следеће рекурзионе релације:
{\displaystyle \psi _{n}'(x)={\sqrt {\frac {n}{2}}}\psi _{n-1}(x)-{\sqrt {\frac {n+1}{2}}}\psi _{n+1}(x)}
као и 
{\displaystyle x\;\psi _{n}(x)={\sqrt {\frac {n}{2}}}\psi _{n-1}(x)+{\sqrt {\frac {n+1}{2}}}\psi _{n+1}(x)}